# John Williams (Autor)
John Edward Williams (* 29. August 1922 in Clarksville, Texas; † 3. März 1994 in Fayetteville, Arkansas) war ein US-amerikanischer Autor und Herausgeber. Er war zudem Hochschullehrer an der University of Denver, wo er von 1955 bis 1985 Englisch unterrichtete.
Zu seinen Lebzeiten wurden Williams und sein Werk einer größeren Öffentlichkeit kaum bekannt, wenngleich er für seinen vierten und letzten Roman Augustus 1973 mit dem National Book Award ausgezeichnet wurde. Seit den 2000er-Jahren erfährt sein Schaffen, insbesondere durch den posthumen Bestseller-Erfolg seines Romans Stoner, seitens Publikum und Kritikern größere Aufmerksamkeit.

## Leben
Williams wuchs im Nordosten von Texas in Wichita Falls auf. Seine Großeltern waren arme Kleinbauern, seinen biologischen Vater kannte er nicht, sein Stiefvater war Hausmeister in einem Postamt. Bis zum Alter von neun Jahren wuchs er allerdings im Glauben auf, dieser sei sein leiblicher Vater. Als er zwölf Jahre alt war, hatte er einen Aushilfsjob in einem örtlichen Buchladen. Williams besuchte für ein Jahr das örtliche Junior College und arbeitete danach für Zeitungen und als Sprecher in Radiosendungen. 1942 meldete er sich als Freiwilliger zu den United States Army Air Forces und verbrachte zweieinhalb Jahre in China, Indien und Burma. Er war als Bordfunker auf einer C45 eingesetzt und überlebte laut eigenen Angaben einen Abschuss, bei dem alle Insassen bis auf zwei weitere Passagiere und ihn ums Leben kamen, was aber von seiner Tochter Katherine später als unwahr bezeichnet wurde. Er litt danach unter Alpträumen und hatte Malariaschübe. Während des Kriegseinsatzes in Burma verfasste er sein erstes Buch.
Nach Ende des Krieges ging er nach Denver, wo er mit einem Stipendium der Army ein Studium der englischen Literatur aufnahm, machte 1949 das Bachelor-of-Arts-Examen und schloss sein Studium 1950 mit dem akademischen Grad eines Master of Arts ab. Während seines Studiums wurden seine ersten beiden Bücher veröffentlicht, 1948 der Roman Nothing But the Night, der ein traumatisches Erleben seines Protagonisten, eines wohlhabenden Studenten namens Arthur Maxley, zum Thema hat und ihm später als Erstwerk derart missfiel, dass Williams seine Existenz verleugnet haben soll. Ein Jahr später erschien der Gedichtband The Broken Landscape.
Anschließend wechselte er an die University of Missouri, wo er einen Lehrauftrag erhielt. 1954 promovierte er dort im Fach Englische Literatur. 1955 kehrte Williams an seine alte Universität in Denver zurück, die ihn als Assistenzprofessor einstellte. Dort gab er bis zu seiner Emeritierung Kurse in Creative Writing und lehrte Englische Literatur. 1960 erschien sein zweiter Roman Butcher’s Crossing. Der Roman gehört zum Genre des klassischen Western und schildert das Leben von Outlaws und Abenteurern, die auf dem Weg nach Westen den letzten Büffelherden folgen, unter denen sie ein blutiges Gemetzel anrichten. Im Winter wären sie fast verhungert und beinahe an Fieber gestorben. Bei ihrem Rückmarsch verlieren sie auch noch ihre Ausrüstung und den größten Teil ihrer Beute, um zuletzt, zurück in Butcher’s Crossing, eine veränderte, ihnen abgeneigte Welt vorzufinden.
Nachdem sein erster Roman bereits ein Misserfolg gewesen war, wurden die Chancen auf Erfolg seines zweiten Romans durch einen Verriss in der New York Times zunichtegemacht. Zu dieser Zeit ging Williams’ dritte Ehe zu Bruch, und er begann zu trinken. 1963 gab er die Anthologie English Renaissance Poetry heraus, für die er auch die Einleitung schrieb. Die Veröffentlichung der Anthologie rief eine Gegenreaktion des Dichters und Literaturkritikers Yvor Winters hervor, der behauptete, Williams’ Anthologie überschneide sich mit seinem eigenen Kanon, und ihre Einleitung imitiere seine Argumente. Die Verleger erklärten sich bereit, eine Danksagung an Winters in die Veröffentlichung aufzunehmen. 1965 erschien sein zweiter Gedichtband The Necessary Lie.
Sein dritter Roman mit dem Titel Stoner, an dem er vier Jahre lang gearbeitet hatte, erschien 1965 und hat stark autobiografische Züge. Darin beschreibt Williams die Geschichte des Bauernsohns William Stoner, der an der University of Missouri zunächst Agrarwissenschaft studiert, sich jedoch, nachdem er in einem für ihn fachfremden Seminar den Dozenten William Shakespeares 73. Sonett vortragen hört, dafür entscheidet, englische Literatur zu studieren und schließlich selbst Professor wird. Der Roman erzielte positive Rezensionen und verkaufte sich innerhalb der ersten beiden Monate nach Veröffentlichung 1700-mal, wurde allerdings kurz darauf durch andere Neuerscheinungen verdrängt.
Ein Rockefeller-Stipendium machte es Williams möglich, für seinen historischen Roman, Augustus, über Kaiser Augustus und seine Zeit, Recherchen in Europa anzustellen. Der Roman bietet ein Mosaik aus Briefen, Gerichtsbeschlüssen und Tagebuchauszügen des ersten Kaisers des Römischen Reiches. Das Buch wurde 1973 zusammen mit dem Roman Chimera von John Barth, einem Vertreter der Postmodernen Literatur, mit dem National Book Award für Belletristik ausgezeichnet; das erste Mal, dass dieser Preis an zwei Autoren gleichzeitig vergeben wurde. In den Medien wurde das Urteil als Ausdruck einer Spaltung der Amerikanischen Literatur in ein experimentelles Lager, vertreten durch Barth, und ein traditionelles Lager, vertreten durch Williams, dargestellt. 
Zu dieser Zeit erlosch Williams’ Produktivität. Wegen einer Lungenkrankheit war er auf ein Sauerstoffgerät angewiesen, und seine Alkoholprobleme nahmen zu. Ein fünfter Roman mit dem Arbeitstitel The Sleep of Reason blieb unvollendet.
Sein Scheitern drückte er wie folgt aus:

“Es ist schwierig zu lügen, wenn man einen Roman schreibt.”

Er war der Gründer der renommierten Literaturzeitschrift  Denver Quarterly, die er von 1965 bis 1970 herausgab.
Williams war viermal verheiratet: das erste Mal als Neunzehnjähriger, kurz nach dem Krieg heiratete er ein zweites Mal. Während der ersten Jahre an der Universität ging er eine dritte Ehe ein, die bis Ende der 1950er Jahre dauerte und aus der drei Kinder hervorgingen. Mit seiner vierten Ehefrau, Nancy Gardner, war er 35 Jahre, bis zu seinem Tod, verheiratet.
Williams wurde 1985 emeritiert. Er starb 1994 in seinem Haus in Fayetteville in Arkansas.

## Nachlass
Der literarische und wissenschaftliche Nachlass von John Williams befindet sich seit 1987 im Archiv der University of Arkansas Library. Er umfasst u. a. seinen Briefwechsel, Notizen, Vorlesungsskripte und Vorlesungsmaterial, Fotografien, Skizzen und unvollendete Manuskripte zu Romanen sowie Handschriften seiner Gedichte.

## Rezeption
Keiner der von Williams vollendeten vier Romane war zu seinen Lebzeiten ein finanzieller Erfolg. Erst im Jahr 2009, anderthalb Jahrzehnte nach Williams’ Tod, erschien mit der spanischen Übersetzung seines Romans Stoner die erste europäische Übersetzung seines Werks. 2013 wurde Stoner, übersetzt von Bernhard Robben, erstmals auf Deutsch veröffentlicht.
Zu Williams’ 100. Geburtstag im Jahre 2022 strahlte der Südwestfunk im Rahmen der SWR2-Reihe Fortsetzung folgt eine Hörfassung dieses Romans in 26 Folgen aus.
Von dem Kritiker Christian Baron wurde sein Œuvre, trotz des geringen Umfangs, als sehr vielfältig, Stoner als „in jeder Hinsicht ein Meisterwerk“ beschrieben. Was es jedoch verbinde, sei „das poetische Programm eines großen Skeptikers“, das, obwohl erst spät entdeckt, noch lange bleiben werde. Der „innere Antrieb“, den Williams besaß, sei eine Voraussetzung für große Literatur, ihre „Verkäuflichkeit“ entspreche aber „aufmerksamkeitsökonomischen“ Regeln, denn „der falsche Moment“ könne „ein Werk ruinieren“.
Williams selbst sagte einmal:

“Ein ernsthafter Künstler wird nie zögern, seine Figuren jeglichen Glücks zu berauben, sie zu verletzen, zu verstümmeln, zu foltern und sogar zu töten.”

## Werke
Romane
- 1948 Nothing But the Night. Neuausgabe: Fayetteville, London: University of Arkansas Press 1990.
  - Nichts als die Nacht. Mit einem Nachwort von Simon Strauß. Deutsch von Bernhard Robben. München: dtv 2017. ISBN 978-3-423-28129-4
- 1960 Butcher’s Crossing. Neuausgabe 2007.
  - Butcher’s Crossing. Deutsch von Bernhard Robben. München: dtv 2015. ISBN 978-3-423-28049-5
- 1965 Stoner. Neuausgabe: Introduction by John McGahern. New York: NYRB Classics 2006.
  - Stoner. Roman. Deutsch von Bernhard Robben. München: dtv 2013. ISBN 978-3-423-28015-0
- 1972 Augustus. Neuausgabe 2003.
  - Augustus. Roman. Deutsch von Bernhard Robben. München: dtv 2016. ISBN 978-3-423-28089-1

Lyrik
- 1949 The Broken Landscape. Poems. Neuausgabe 1975.  Auszug: Drei Gedichte aus The Broken Landscape: A Benediction Of The Air, Ode to the Only Girl, Swing Song,  (PDF; 47 kB)
- 1965 The Necessary Lie